# 維護國家安全條例
《維護國家安全條例》（英語：Safeguarding National Security Ordinance，通稱廿三條、國安條例）是香港特別行政區第六屆政府就《香港特别行政区基本法》第二十三条立法指引规定的香港特别行政区境内之危害国家安全行为，即叛国罪、分裂国家行为、煽动叛乱罪、颠覆国家罪及窃取国家机密等多项罪行所制定的法律条文。國安條例以中共中央總書記暨中华人民共和国最高领导人習近平提出的「總體國家安全觀」為指導原則。該條例在2024年3月由香港第七屆立法會作出審議並通過，並由行政長官李家超簽署後於3月23日刊憲生效。
2024年5月28日，香港警方國安處於全港多區拘捕5女1男，涉嫌違反《維護國家安全條例》下的「煽動意圖的相關罪行」，為《維護國家安全條例》生效後首宗案件。

## 立法背景
根据《香港特别行政区基本法》第二十三条之规定：
|  | 第二十三條 香港特別行政區應自行立法禁止任何叛國、分裂國家、煽動叛亂、顛覆中央人民政府及竊取國家機密的行為，禁止外國的政治性組織或團體在香港特別行政區進行政治活動，禁止香港特別行政區的政治性組織或團體與外國的政治性組織或團體建立聯繫。 |

2003年，香港政府为基本法第二十三条立法推出《国家安全（立法条文）条例草案》，随即引发巨大争议，同年7月1日的回归纪念日更有50万名香港市民参与七一游行反对立法。因立法會民主派議員及部分建制派议员反对条例草案，政府无望在立法会取得足够票数支持，最终撤回法案，第二十三条立法因此搁置。
習近平自2012年11月中共十八大後出任中共中央總書記成為中華人民共和國最高領導人以來，特別關注中國國家安全問題。2014年4月15日，習近平主持召開中央國家安全委員會第一次會議，提出「總體國家安全觀」，強調國家安全在各領域的重要性。
由于香港在2019年爆发反對逃犯條例修訂草案運動，中共中央总书记习近平对此强调要「止暴制亂」。2020年6月30日，第十三届全国人大常委会表决通过《中华人民共和国香港特别行政区维护国家安全法》，并以全国性法律形式纳入《香港基本法》附件三中在香港施行。

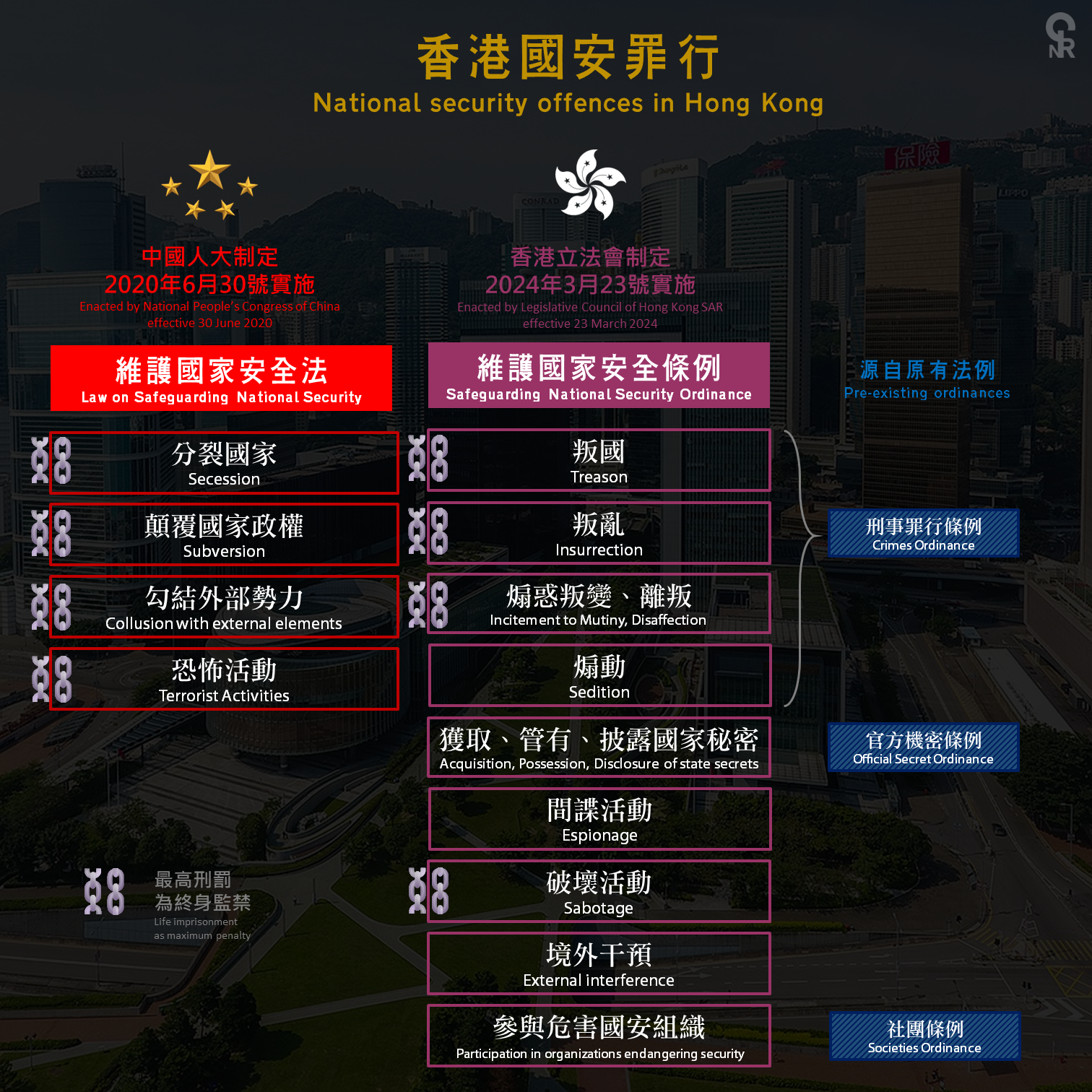
《香港国安法》与《维护国家安全条例》规定罪类对比图示

但因此前纳入《基本法》附件三中的《香港国安法》，當中分裂國家以及顛覆國家政權罪只涵蓋《基本法》第23條中所规定之分裂國家及顛覆中央人民政府兩項，但23條中并未包括恐怖活動，而勾結外國或境外勢力危害國家安全罪也未应设立之防止外國干預，故《基本法》23條中還有指定的5個罪類未被涵蓋，即國安法未包含叛國、竊取國家機密、煽動叛亂、禁止外國的政治性組織或團體在香港特別行政區進行政治活動、以及禁止香港特別行政區的政治性組織或團體與外國的政治性組織或團體建立聯繫，因此中央人民政府和香港特區政府均認為香港仍有必要為這五條罪行進行本地立法，以履行其宪制责任。

## 谘询及立法过程
2023年12月18日，行政长官李家超在北京述职时，亲自向中共中央总书记习近平汇报，表示将於2024年完成基本法23条的立法工作。
2024年1月12日，第六届特区政府向第七届立法会提交本年度立法议程，当中涉及29项法例修订，包括为基本法第23条立法的《维护国家安全条例草案》。
2024年1月30日，行政长官李家超宣布正式展开基本法23条立法的公众谘询，邀请巿民表达意见，谘询期至同年2月28日为止。
2024年3月7日，中共中央政治局常委、中央港澳工作领导小组组长丁薛祥在第十四届全国人大第二次会议期间会见港澳人大代表团，表示香港基本法第23条要尽早完成立法。同日，行政長官會同行政會議決定將《維護國家安全條例草案》於翌日刊登《香港政府憲報》並提交立法會審議。
2024年3月8日，針對基本法第23條立法的《維護國家安全條例草案》正式刊憲公佈，同日也正式在立法會中進行首讀。

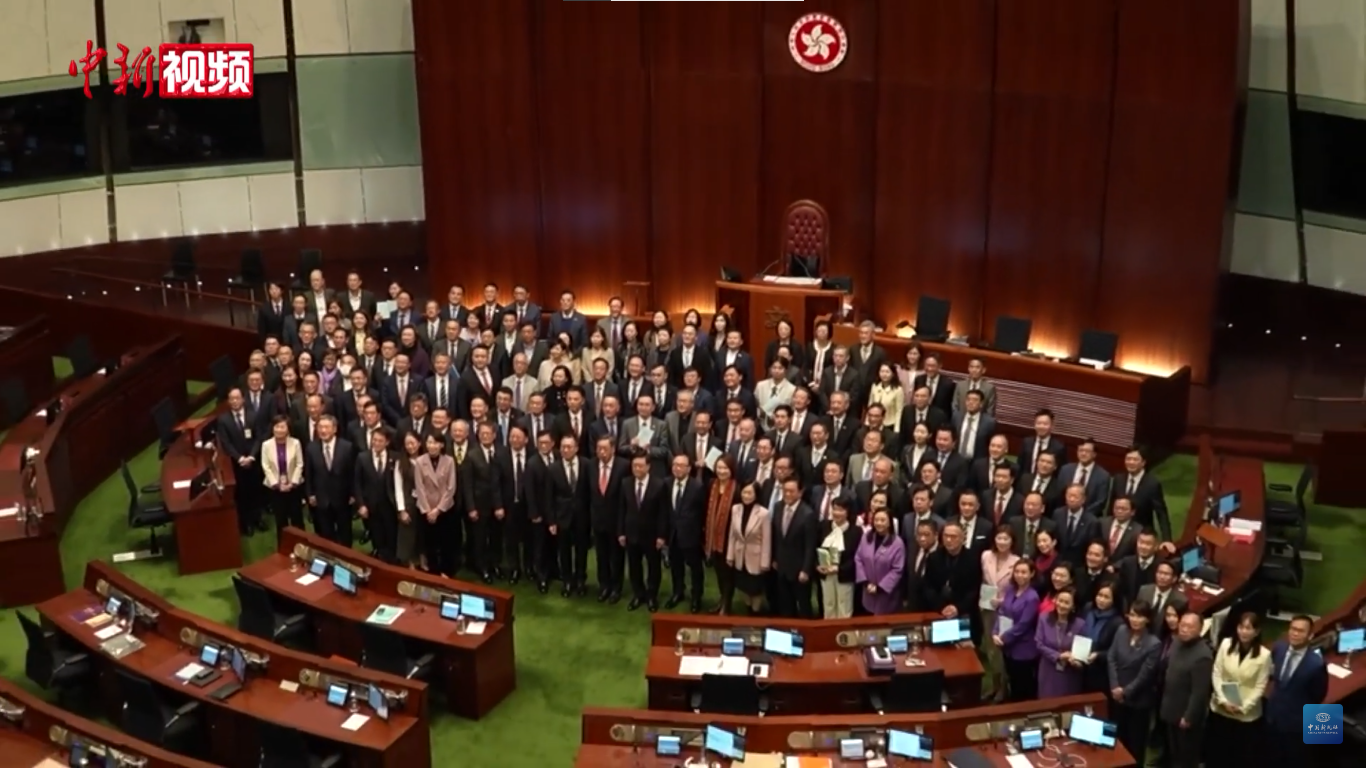
《维护国家安全条例草案》通过后，李家超、梁君彥與全體立法會議員、立法會職員同事，以及與制定條例草案相關的政府官員大合照留念

2024年3月19日下午4時10分左右，立法會二讀无反對通過。晚上接近7時，立法會三讀全票贊成通過《維護國家安全條例草案》，会后李家超、梁君彥與全體立法會議員、立法會職員同事，以及與制定條例草案相關的政府官員大合照留念。李家超在休会后会见记者，表示这是“香港歷史時刻”，强调自回归以来历经26年8個月19日完成了立法工作。
2024年3月22日，李家超根據《基本法》第四十八條第三款之规定簽署该部條例。
2024年3月23日，法案正式刊憲和正式生效實施。

## 條例内容
2024年3月23日早上，香港特區政府於《香港政府憲報》網站發佈「號外」，並上載《維護國家安全條例》。該草案共分為九個部份，它们分別為：
- 第1部：導言，以涵蓋《條例》的原則及釋義；
- 第2部：與叛國相關的罪行
- 第3部：與叛亂、煽惑叛變及離叛，以及具煽動意圖的作為相關的罪行；
- 第4部：與國家秘密及間諜活動相關的罪行；
- 第5部：與危害國家安全的破壞活動相關的罪行；
- 第6部：境外干預及從事危害國家安全活動的組織；
- 第7部：與維護國家安全相關的執法權力及訴訟程序；
- 第8部：維護國家安全機制及相關保障；
- 第9部：對其他成文對其他成文法則的相關修訂。

### 刑事罪行
條例涉及的國家安全刑事罪可分為五大類，分別為叛國、叛亂，煽動叛亂、竊取國家機密，間諜行為、破壞活動及境外干預。叛國、叛亂、破壞活動、從事危害中國主權的目的性行為，以及勾結外國勢力破壞公共基礎設施的最高刑罰為終身監禁。另外，如果被告勾結外國勢力進行犯罪，一經定罪，刑期會加重，譬如“非法操練罪”。
早在英属香港時期，香港就已經有煽動叛亂罪，即便這項罪名被批評為口袋罪。儘管如此，這項罪名還是出現在《維護國家安全條例》中，而且最高刑期比現行的2年要高，長達10年，煽動香港與中國大陸不同階級居民之間的仇恨也在此列。條例列明公眾暴亂或暴力行動不是定罪門檻。另外，如果民眾管有《蘋果日報》及其他“煽動性刊物”，需要有“合理辯解理由”，否則會面臨最高三年監禁的刑罰。
根據條例第23條，外國政治機構也適用於該法。外國政府、政黨及國際組織如果與外部勢力進行溝通，意圖造成干涉，保安局局長有權基於國家安全的理由，要求這些被控外部干預勢力的機構組織停止運作。條例還將提供虛假陳述掩蓋外部勢力干涉或造成“精神壓力”意圖列為刑事罪行。通過“非正當手段”，與外部勢力聯合干預政府、立法或選舉事務的，最高會被監禁14年。外界擔心綠色和平和國際特赦組織等國際倡議性組織會被禁止在香港運營。
至於被控非法獲取、非法管有、非法披露國家秘密罪的人士，可以用進行“指明披露”為由進行抗辯。指明披露（Specified disclosure），指就某資料、文件或其他物品而言，披露物品的目的是揭露“嚴重影響特區政府依法執行職能的情況”或“一項對公共秩序、公共安全或公眾健康的嚴重威脅”。該條文原本沒有出現在立法議程中，後來在建制派議員的建議下，政府加入了該項條文。

### 司法程序
根據現行法例，疑犯最多被羈留48小時，48小時過後必須釋放或落案起訴。在本法律中，如果警方確信調查無法在48小時的初始羈留期內完成，可申請將羈留期延長到14天。如果警方認為疑犯咨詢律師會危及國家安全，可以申請法庭手令禁止，也可以申請手令禁止疑犯會見律師。
對於已經入獄的國家安全罪犯，除非懲教署認為他們假釋不會“違背國家安全利益”，否則不能提前釋放。根據《監管下釋放計劃》及《釋前就業計劃》，對於要服刑三年以上的囚犯，可以在服刑一半或20個月的時候申請提前釋放。然而對於條例生效前因犯《港區國安法》入獄的囚犯，釋放計劃不適用，例如第一位因《港區國安法》入獄的人士唐英傑就在此列。根据《维护国家安全法》第三十五条规定，國安罪犯刑滿釋放後，終身不得參與區議會或立法會選舉，或出任法官和公職人員
。
針對流亡海外的民運人士，條例授權政府對被通緝人士採取一系列限制措施，例如吊銷香港特區護照、禁止其他人提供資助、吊銷執業資格或撤銷公司董事職務。

### 治外法權
與《港區國安法》類似，條例列明的部分罪行即便在香港以外地區犯下，也可以應用治外法權進行追責。不論國籍，任何人都可以被控破壞、進行與電腦或電力系統有關的危害國家安全的活動、非法披露國家機密或明顯機密的資料等罪名。
不論國籍，任何香港居民，任何在香港成立、註冊或有業務的組織，可被控煽動、間諜、非法獲取或管有國家機密、意圖犯罪地持有煽動性刊物、協助中國武裝部隊成員放棄職務、煽動公職人員或中國駐香港特區辦事處職員的不滿等罪名。
對於持中國籍香港居民、永久居民，在香港成立、註冊或有業務的組織，可被控叛國、非法操練、叛亂、煽動叛亂、外部干涉、參與或支持外部情報組織，或領取外部情報組織提供的好處等罪名。
美國擔心條例的治外法權規定會“恐嚇”和限制美國公民的言論組織，破壞中國對國際社會作出的一國兩制承諾。香港政府“極不贊同”這些疑慮，稱“相稱”的域外效力完全符合國際慣例，否則就等於縱容威脅國家安全的活動。

### 取代條例
因應《維護國家安全條例》通過，《刑事罪行條例》中涉及國家安全部份，《官方機密條例》及《社團條例》部份條文也宣佈廢除。

### 附属条例
2025年5月13日，署理行政長官與行政會議通過兩項基於《維護國家安全條例》訂立的附屬法例，刊憲並立即實施。一是根據《維護國家安全條例》第110條訂立《維護國家安全（中央人民政府駐香港特別行政區維護國家安全公署）規例》。二是根據《維護國家安全條例》第42條，由署理行政長官作出《維護國家安全（禁地宣布）令》。

## 執法
2024年5月28日，國安處首動用23條拘捕5女1男包括正在大欖女懲教所還柙的前支聯會副主席鄒幸彤，亦包括鄒幸彤的母親鄒劉華珍、前支聯會常委劉家儀及關振邦、民主派前荃灣區議員陳劍琴和社民連成員兼牙醫李盈姿。保安局局長在同日下午記者會表示「我想市民睇清楚呢啲人，佢並唔係簡單去批評政府，而係涉嫌透過發布一啲煽動性嘅言詞，作出違法嘅行為，利用一個敏感日子煽動市民作出一啲危害公共安全、公共秩序、國家安全行為」。被捕者包括在大欖女懲教所還柙中的前支聯會副主席鄒幸彤，另有5人涉嫌運作社交媒體專頁「小彤群抽會」被捕。翻查「小彤群抽會」簡介，稱專頁是「支持幸彤、支持阿彤抽水」。專頁發布鄒對六四的「35個片段」，形容既是個人經歷的分享，也是一份「證詞」。
2024年6月3日，國安處拘捕1名疑犯，並指控其犯下《維護國家安全條例》第24条「煽動意圖的相關罪行」。大公報引述消息指，被捕男子為鄒幸彤的舅父，涉嫌協助散布信息。
2024年6月12日，保安局局長行使《維護國家安全條例》第89(1)條及第89(4)條所賦予的權力，藉在憲報刊登公告，指明六名潛逃英國並因涉嫌干犯危害國家安全罪行而被法院發出拘捕令的人，即羅冠聰、蒙兆達、劉祖廸、鄭文傑、霍嘉誌及蔡明達，並指明針對有關潛逃者施行的措施，包括就全部六名有關潛逃者而適用：「禁止提供資金等或處理資金等」、「禁止與不動產相關的某些活動」、「與涉及有關潛逃者的合資企業或合夥相關的禁止」及「撤銷特區護照等」。此外，「執業資格暫時吊銷」及「暫時罷免董事職位」的措施，就個別有關潛逃者而適用。
行政會議成員湯家驊認為，即使不付費的訂閱，雖然不是直接資助，但一直有收看這類頻道的人士都應該知道，愈多人訂閱，頻道背後的人士，便有機會收到錢，其實都是間接幫助了對方。
2024年6月14日，27歲無業男子諸啓邦被控3罪，當中包括違反《維護國家安全條例》第 24(1)(a)(i) 條，即「出於煽動意圖作出一項或多項具煽動意圖的作為」罪。諸啓邦成為首位被控違反維護國家安全條例的被告。 2024年9月19日，諸啓邦在西九龍裁判法院認罪，被判囚14個月。
2024年6月21日，58歲無業男子區健威被控違反《維護國家安全條例》第 24(1)(b) 條下「明知而發布具煽動意圖的刊物」罪。 2024年9月20日，區健威在西九龍裁判法院認罪，被判囚14個月。
2024年6月25日，警方國安處落案控告一名29歲男子，被捕男子涉嫌於3月至4月期間，持續在不同的公共巴士乘客座位椅背上寫上具煽動意圖的字句，被控3項「出於煽動意圖作出一項或多項具煽動意圖的作為」罪及2項「摧毀或損壞財產」罪。 2024年9月19日，29歲銀行男文員在西九龍裁判法院承認3項「出於煽動意圖作出一項或多項具煽動意圖的作為」罪，餘下2項摧毀或損壞財產罪則獲控方不提證供起訴，被判囚10個月。
2024年12月14日，保安局局長行使《維護國家安全條例》第89(1)條及第89(4)條所賦予的權力，藉在憲報刊登公告許智峯、郭榮鏗、袁弓夷、郭鳳儀、邵嵐、許穎婷及任建峰共7人列為「潛逃者」，實施四項措施，包括「撤銷特區護照」、「禁止提供資金等或處理資金等」、「禁止與不動產相關的某些活動」、「與涉及有關潛逃者的合資企業或合夥相關的禁止」。另外暫時吊銷郭榮鏗、任建峰大律師資格，罷免袁弓夷7間公司的董事職位等。而部分相關人士因只有香港特區身分被撤銷特區護照，事實上成為無國籍人士，持有外國國籍者則不再具有中國國籍及香港公民權。

## 评价

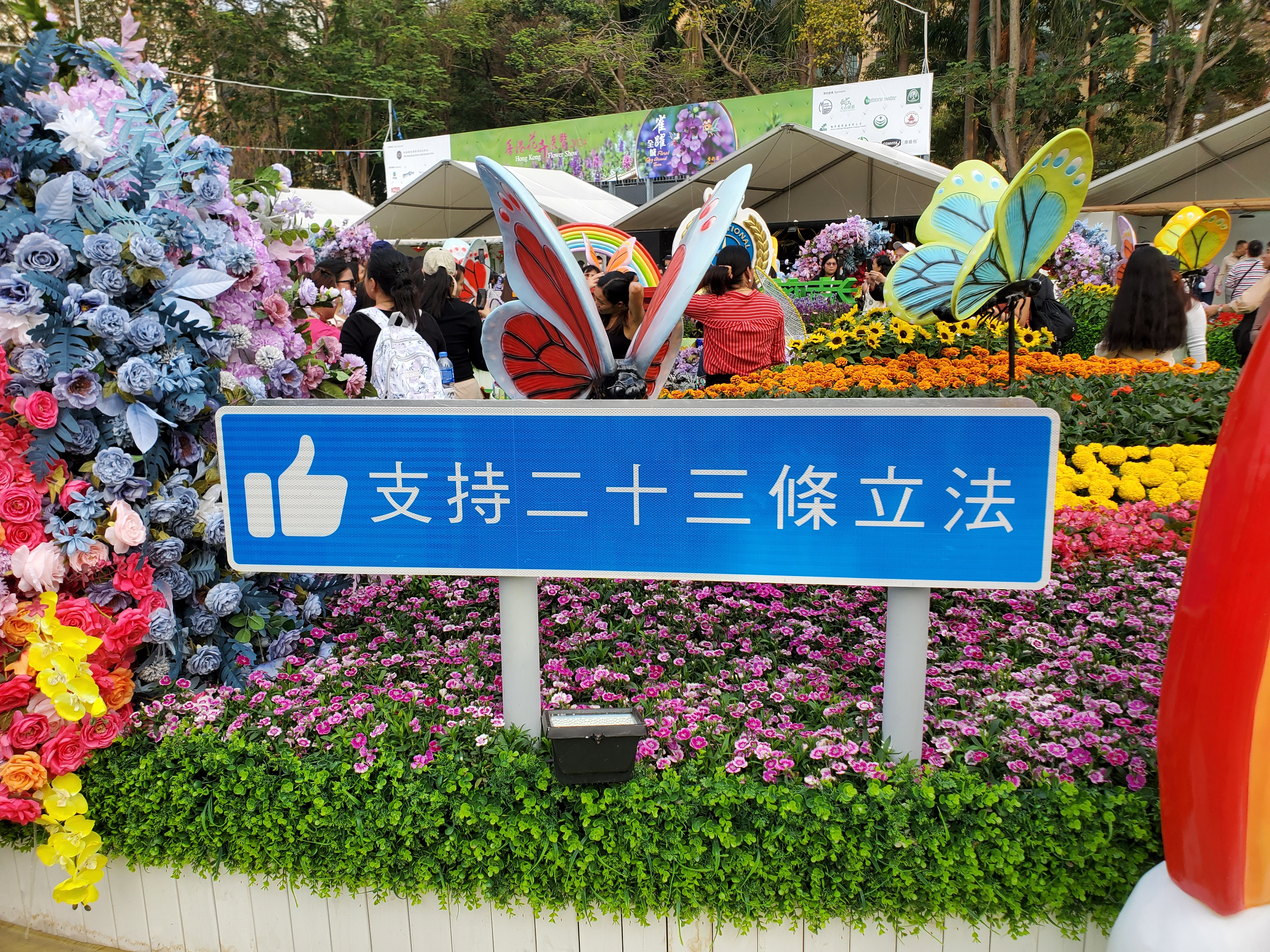
在2024年香港花卉展覽中的懲教署展示區內寫有「支持二十三條立法」的標語

### 本土
香港紀律部隊，包括警務處、入境處、香港海關、消防處、懲教署及政府飛行服務隊于3月19日发布声明均表示支持通过草案。中共中央港澳办、香港中联办、外交部駐港特派員公署、中央駐港國安公署均发布声明祝贺全票通過，形容此举是“開啟由治及興的新篇章”。
3月20日，中华人民共和国外交部发言人林剑表示，就个别国家和机构诋毁抹黑香港《维护国家安全条例》表示强烈不满和坚决反对。中国驻美国大使馆、中国驻英国大使馆、中国驻加拿大大使馆均发表声明，反对美国、英国和加拿大的声明，要求立即停止插手香港事务、停止干涉中国内政。
3月23日，香港保安局局长邓炳强就美国国务卿布林肯对该条例作出的评论表示强烈谴责。
2024年6月12日，在港府引用條例針對六人後，時任立法會議員林新強提到撤銷特區護照，即代表不能回港和中國，「我相信係一個莫大嘅懲罰嚟，你知道人生處世，屋企人係好重要，屋企人都見唔到，可能奔喪返唔到嚟嘅，做人子女係一個好大遺憾」。

### 国际
美國國務院副發言人韦丹特·帕特爾就草案通过一事表示，美國認為條例“有可能令香港曾經開放的社會加速封閉”，并指出罪行定義不明確，極度模糊，对此表示擔憂，并對美國公民和美國利益的潛在風險展开分析。国务卿安东尼·布林肯表示，该条例可能會對在在港的美國公民和企業產生「廣泛的影響」，他表示美国将对多名镇压香港民主及自由的香港官员实施签证限制。
英國外交大臣戴维·卡梅伦表示，该草案将“進一步損害香港的權利和自由”，并破壞香港履行《中英聯合聲明》和《公民權利和政治權利國際公約》等國際義務。
加拿大全球事务部发表声明称，《维护国家安全条例》“偏离国际标准”、“定义宽泛”、“可能导致执法过度”、“不能保障香港人权和自由”。
歐盟外交高級代表聲明稱，《維護國家安全法案》可能會加劇對香港“基本自由和政治多元化的侵蝕”，有可能嚴重影響歐盟辦事處、歐盟成員國總領事館在香港特區政府的工作，并可能对在香港的歐盟公民、組織和公司造成影响。
联合国人权事务高级专员批评《维护国家安全条例》是人权保障上的倒退。還有六名不同范畴的联合国人权特别报告员亦联署去信中方，质疑《国安条例》控罪含糊，将「大量和不当地」限制人们的自由。报告员促请港府全面检讨《条例》，并考虑设立独立审查员去定期检视法例。

### 媒体观点
《纽约时报》的报道说，该条例“可能对包括企业家、公务员、律师、外交官、记者和学者在内的广泛人群产生寒蝉效应，引发人们对香港作为国际城市地位的质疑”。《华尔街日报》在条例通过后发表社论《香港的大倒退》，称香港在通过条例后变得“更危险”，文末又强调“去香港有危险”。3月21日，外交部驻港公署发言人致信《华尔街日报》，对社论予以批评，形容“你报唱衰中国几十年了，也许有几百次了，又何曾说准过？”

### 民间行动
2月27日，社會民主連線成員余煒彬、陳寶瑩和周嘉發於政府總部門外抗議二十三條立法，呼叫「人民高於政權、人權大於國家；先有普選制、再談23條；表達自由、不容剝奪」等口號，又指現時香港籠罩於恐懼中，市民不敢表態。三人前往政府總部期間，一度於金鐘港鐵站外被數十名警員包圍截查。警員警告他們若行為和口號煽惑破壞公眾安寧，及惹起對政府不滿，有機會觸犯法例。放行後仍有大批便衣警員跟隨三人前往政府總部。
3月22日，有多個團體自發前往英、美、日等驻港領事館外抗議，他們表示有人抹黑攻击《条例》，並對此一行为予以谴责。
3月23日，台灣、日本、英國等地有組織發起反對二十三條立法活動，參與人數由數十人至數百人不等。